# 가네코 가즈마
카네코 카즈마(일본어: 金子 一馬, 1964년 9월 20일 ~ ) 또는 가네코 가즈마는 일본의 일러스트레이터. 게임 크리에이터이다.

## 약력 및 특징
- 1988년 게임회사 아틀라스에 입사. 
 아틀라스의 간판 게임 여신전생 시리즈에 등장하는 캐릭터나 악마의 디자인을 맡고 있어, '악마 화가'라는 별명을 가지고 있다. 그 때문에 金子一魔(본명에 들어가는 한자 '마(馬)'를 악마를 뜻하는 한자 마(魔)로 바꾸어)라고도 불린다.
- 게임 디자인 외에 가도노 코우헤이(上遠野浩平)의 소설 '사건(事件)'시리즈의 표지, 삽화를 맡고 있다.
- 판타지풍의 RPG 디자인이 주를 이루는 가운데, 현대적인 모습과 패션 디자인을 접목시킨 전위적인 디자인, 직선적인 실루엣으로 표현된 화풍이 특징이다.

## 작품

### 아틀라스
- 에리카와 사토루의 꿈 모험(えりかとさとるの夢冒険) - 첫 게임 관련 작품.
- 킹 오브 킹스(キングオブキングス ) - 캐릭터 일러스트
- 디지털 데빌 이야기 여신전생 II(デジタル・デビル物語 女神転生II ) - 캐릭터 디자인, 악마 디자인, 도트 그림, 세계관 설정
- 진 여신전생(真・女神転生) - 캐릭터 디자인, 악마 디자인, 도트 그림, 세계관 설정
- 여신전생 외전 라스트 바이블(女神転生外伝 ラストバイブル) - 코디네이트
- 진 여신전생 II(真・女神転生II) - 캐릭터 디자인, 악마 디자인, 도트 그림, 세계관 설정
- 악마전생(魔神転生) - 코디네이트
- 진 여신전생 if...(真・女神転生if...) - 캐릭터 디자인, 악마 디자인, 도트 그림, 세계관 설정
- 구약 여신전생(旧約・女神転生) - 캐릭터, 보스 악마 리뉴얼
- 진 여신전생 데빌 서머너(真・女神転生デビルサマナー) - 캐릭터 디자인, 악마 디자인, 세계관 설정
- 여신전생이문록 페르소나(女神異聞録ペルソナ) - 캐릭터 디자인, 주요 페르소나 디자인, 보스 악마 디자인, 세계관 설정
- 데빌 서머너 소울핵커즈(デビルサマナー ソウルハッカーズ) - 메인 캐릭터 디자인, 악마 디자인, 세계관 설정
- 페르소나 2 죄, 페르소나 2 벌(ペルソナ2 罪、ペルソナ2 罰) - 메인 캐릭터 디자인, 주요 페르소나 디자인, 보스 악마 디자인
- 마검 X, 마검 샤오(魔剣X、魔剣爻) - 캐릭터 디자인
- 진 여신전생(真・女神転生, PS판) - 캐릭터, 악마 리뉴얼, 일러스트레이션
- 진 여신전생 II(真・女神転生II, PS판) - 캐릭터, 악마 리뉴얼, 일러스트레이션
- 진 여신전생 if...(真・女神転生if..., PS판) - 캐릭터, 악마 리뉴얼, 일러스트레이션
- 진 여신전생 NINE(真・女神転生 NINE) - 악마 디자인
- 진 여신전생 III-NOCTURNE, 매니악스(真・女神転生 III-NOCTURNE、マニアクス) - 캐릭터 디자인, 악마 디자인, 크리에이티브 디렉터
- DIGITAL DEVIL SAGA 아바탈 튜너 1,2(デジタル・デビル・サーガ アバタール・チューナー1、2) - 캐릭터 디자인, 악마 디자인, 세계관 설정
- 데빌 서머너 쿠즈노하 라이도우 대 초력병단(デビルサマナー 葛葉ライドウ 対 超力兵団) - 캐릭터 디자인, 악마 디자인, 아트 디렉터, 시나리오 원안, 세계관 설정

### 아틀라스 외
- ANUBIS ZONE OF THE ENDERS(코나미) - 오비탈 프레임 '인헬트'와 러너 '로이드'
- 데빌 메이 크라이3(デビルメイクライ3, 캡콤) - 주인공 '단테'와 쌍둥이 형제 '바질'의 마인 모드
- 제3차 슈퍼로봇대전α 종언의 은하로(第3次スーパーロボット大戦α 終焉の銀河へ, 반프레스토) - 주인공 기체중 '베르그바우', 그 후계기인 '디스 아스트라나간', 그리고 라스트 보스 '케이잘 에페스'를 디자인
- 삼국지대전(三国志大戦, 세가) - 병량호송대장 '순우경'

## 화집

### 카네코 카즈마 화집(金子一馬画集)
- 카네코 카즈마 화집I(金子一馬画集I, 2004년 12월 발매)
- 카네코 카즈마 화집II(金子一馬画集II, 2006년 5월 발매)
- 카네코 카즈마 화집III(金子一馬画集III, 2008년 2월 발매)
- 카네코 카즈마 화집IV(金子一馬画集IV, 발매일 미정) - 진 여신전생 데빌서머너의 원화 수록 예정.

### 카네코 카즈마 크래픽스(金子一馬グラフィックス)
- 카네코 카즈마 크래픽스-여신전생 묵시록(金子一馬グラフィックス―女神転生黙示録)
- 카네코 카즈마 크래픽스 만마전-악마편 <상권>(金子一馬グラフィックス万魔殿―悪魔編〈上巻〉)
- 카네코 카즈마 크래픽스 만마전-악마편 <하권>(金子一馬グラフィックス万魔殿―悪魔編〈下巻〉)
- 카네코 카즈마 크래픽스 만마전-캐릭터편(金子一馬グラフィックス万魔殿―キャラクター編)

### 그밖에
- 카네코 카즈마 컴퓨터 악마 도감 ~일~(金子一馬 電脳悪魔図鑑 〜壱〜)

## 같이 보기
- 여신전생